# Sinodrepanus rosannae
Sinodrepanus rosannae là một loài bọ cánh cứng trong họ Bọ hung (Scarabaeidae).